# Earl J. Hamilton
Earl Jefferson Hamilton (1899–1989; Earl J. Hamilton,J de Jefferson) va ser un historiador estatunidenc, un dels fundadors de la història econòmica (economic history), i un important hispanista.
Hamilton nasqué a New Houlka, Mississipi.
Es va casar amb Gladys Dallas Hamilton, i van tenir una filla, Sita Hamilton. Earl i Gladys van fer recerca extensa en la història de l'economia d'Espanya.
Va ser professor de la Duke University des de 1927 a 1944; de la Northwestern University des de 1944 a 1947, i de la Universitat de Chicago del 1947 fins a 1967. La State University of New York el va nomenar Distinguished Professor of Economic History (1966–1969). Va ser editor de la revista Journal of Political Economy durant set anys i President d'Economic History Association (1951–1952).
La seva contribució més gran va ser en la història dels preus en l'Espanya colonial: El concepte de Revolució del preus al segle xvi. El treball de Hamilton va ser intel·lectualment coincident amb el keynesianisme i la crisi de 1929.

## Obres
- American Treasure and the Price Revolution in Spain, 1501-1650 Harvard Economic Studies, 43. Cambridge, Massachusetts: Harvard University Press, 1934.
- Money, prices and wages in Valencia, Aragon and Navarre, 1351-1500 Cambridge, Mass., 1936
- War and Prices in Spain, 1651-1800 Cambridge, Mass. Harvard University Press, 1947